# Südostasienspiele 2005/Billard
Bei den Südostasienspielen 2005 in der philippinischen Hauptstadt Manila fanden vom 27. November bis 4. Dezember 2005 im Makati Coliseum 13 Wettbewerbe im Billard statt.

## Medaillengewinner

### Herren
| Disziplin                | Gold                                                 | Silber                                                     | Bronze                                     |
| ------------------------ | ---------------------------------------------------- | ---------------------------------------------------------- | ------------------------------------------ |
| Snooker Einzel           | Issara Kachaiwong                                    | Nitiwat Kanjanasri                                         | Moh Keen Hoo                               |
| Snooker Mannschaft       | Philippinen Alex Pagulayan Joven Alba Leonardo Andam | Thailand Nitiwat Kanjanasri Phaithoon Phonbun Supoj Saenla | Indonesien Rudy Sulaeman Bambang Saputra 0 |
| Einband Einzel           | Nguyễn Thanh Bình                                    | Le Phuoc Loi                                               | Reynaldo Grandea                           |
| English Billiards Einzel | Nguyen Thanh Long                                    | U Kyaw Oo                                                  | Hasan Manfaluti                            |
| English Billiards Doppel | U Kyaw Oo U Aung San Oo                              | Praput Chaithanasakun Atthasit Mahitthi                    | Lean Kam Beng Roslan Yurnalis              |
| 8-Ball Einzel            | Alex Pagulayan                                       | Lee Van Corteza                                            | Tey Choon Kiat                             |
| 8-Ball Doppel            | Lee Van Corteza Antonio Gabica                       | Nguyen Phuc Long Nguyen Thanh Nam                          | Tey Choon Kiat Chan Keng Kwang             |
| 9-Ball Einzel            | Chan Keng Kwang                                      | Lương Chí Dũng                                             | Ooi Fook Yuen                              |
| 9-Ball Doppel            | Alex Pagulayan Dennis Orcollo                        | Nguyen Thanh Nam Lương Chí Dũng                            | Toh Lian Han Chan Keng Kwang               |
| Rotation Einzel          | Ronato Alcano                                        | Antonio Gabica                                             | Muhamad Junarto                            |
| Rotation Doppel          | Ronato Alcano Leonardo Andam                         | Tepwin Arunnath Amnuayporn Chotipong                       | Ibrahim Bin Amir Ooi Fook Yuen             |

### Damen
| Disziplin     | Gold         | Silber            | Bronze                  |
| ------------- | ------------ | ----------------- | ----------------------- |
| 8-Ball Einzel | Rubilen Amit | Hoe Shu Wah       | Charlene Chai Zeet Huey |
| 9-Ball Einzel | Rubilen Amit | Suhana Dewi Sabtu | Hoe Shu Wah             |

## Medaillenspiegel
| Platz  | Land        | Gold | Silber | Bronze | Gesamt |
| ------ | ----------- | ---- | ------ | ------ | ------ |
| 1      | Philippinen | 8    | 2      | 1      | 11     |
| 2      | Vietnam     | 2    | 4      | 0      | 6      |
| 3      | Thailand    | 1    | 4      | 0      | 5      |
| 4      | Singapur    | 1    | 1      | 5      | 7      |
| 5      | Myanmar     | 1    | 1      | 0      | 2      |
| 6      | Malaysia    | 0    | 1      | 4      | 5      |
| 7      | Indonesien  | 0    | 0      | 3      | 3      |
| Gesamt | Gesamt      | 13   | 13     | 13     | 39     |